# Samenfresser

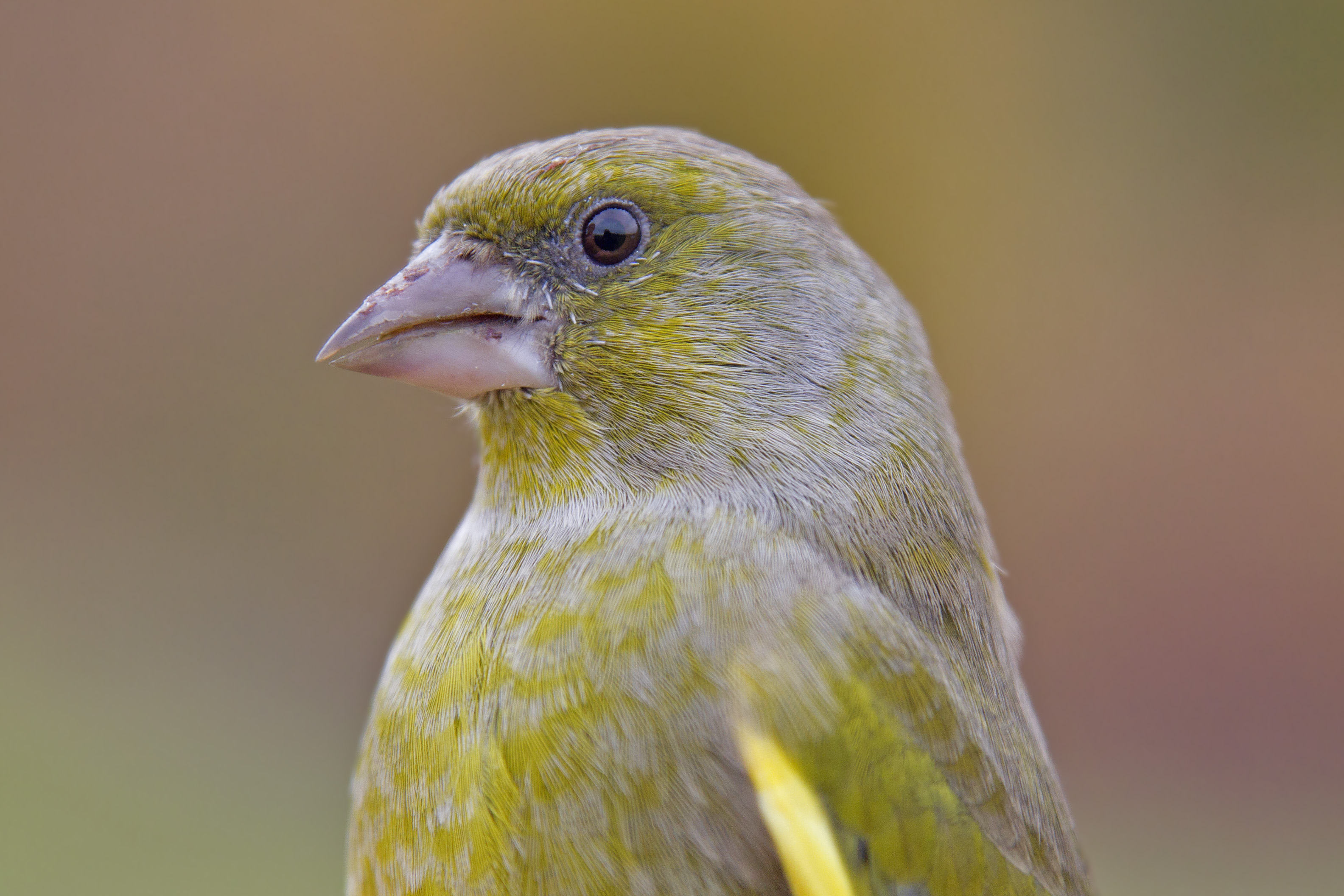
Verschiedene Vögel, wie dieser Grünfink (Carduelis chloris), ernähren sich bevorzugt von Samen

Als Samenfresser (auch Granivoren oder Körnerfresser) werden Tiere bezeichnet, die sich überwiegend oder ausschließlich von Pflanzensamen ernähren. Samenfresser gibt es sowohl bei Wirbeltieren als auch bei wirbellosen Tieren. Darunter sind Säugetiere (z. B. Hamster), Vögel (z. B. Finken) und Insekten (z. B. Ernteameisen).
Bei Vögeln unterscheidet man Körnerfresser, Weichfresser und Allesfresser. 
Der Schnabel von Körnerfressern ist deutlich kräftiger, dicker und oftmals kürzer als bei Weichfressern.
Zu einheimischen Körnerfressern gehören Finken, Kernbeißer, Zeisige, Stieglitze, Meisen, Gimpel und Sperlinge.
Da hoher Samenfraß für eine Pflanzenpopulation tödlich sein kann, nutzen verschiedene Pflanzenarten als Abwehrmechanismus gegen Samenfresser ein Mastjahr. Wenn Samen von Vögeln keimfähig ausgeschieden werden, kann dadurch eine Samenausbreitung der Pflanzenart stattfinden.